# Super Mario Land 2: 6 Golden Coins
Super Mario Land 2: 6 Golden Coins est un jeu vidéo de plates-formes sorti en 1992 sur Game Boy, développé et édité par Nintendo. C'est le deuxième jeu de la série Super Mario à sortir sur Game Boy après Super Mario Land en 1989 dont il est la suite. Le jeu marque la première apparition du personnage Wario, double maléfique de Mario.

## Trame

### Intrigue
Mario possède son propre château, dans son propre pays. Mais pendant que Mario affrontait Tatanga le maléfique (Super Mario Land), son pays a été squatté par un nouveau méchant du jeu vidéo : Wario, le double maléfique de Mario. De plus la porte du château est verrouillée. Pour l'ouvrir, Mario devra aller chercher 6 pièces d'or éparpillées dans 6 zones du royaume.

### Univers
Le jeu comporte 6 zones divisée en deux à six niveaux, pour 6 pièces d'or. À la fin du dernier niveau de chaque zone, le joueur affronte un boss qui garde la pièce.
- Tree Zone : le monde de la forêt, dont tous les niveaux (à l'exception du premier) se situent dans un arbre, dominé par des fourmis d'un côté, des abeilles de l'autre et surtout un méchant corbeau qui n'est qu'autre que le boss de cette zone. Cette zone est considérée comme la première.
- Space Zone : le monde de l'espace compense son nombre de niveaux qui est très bas (que trois niveaux) par la grande difficulté du dernier niveau, considéré par beaucoup comme le plus difficile du jeu, après le château de Wario. Le boss n'est autre que Tatanga le maléfique, qui est revenu se venger car il n'a pas apprécié sa défaite lors du premier opus. Notez que pour accéder à la Space Zone, il faut passer par un niveau appelé "Hippo World" qui peut faire également office de niveau bonus car beaucoup de pièces y sont présentes.
- Macro Zone : Quand Mario rentre dans cette maison, il devient minuscule sur la carte. Le niveau caché de cette zone est le seul niveau du jeu qui peut être utilisé comme raccourci. Le boss est un rat, dans un niveau rempli de livres.
- Pumpkin Zone : Une zone remplie de fantômes avec une ambiance de fête des morts-vivants permanente. Le boss final est une sorcière qui, comme le corbeau de la Tree Zone, disparaît de la carte une fois battue. Notez que l'un des niveaux de cette zone a une des musiques du premier opus (la musique du monde souterrain). Cette zone ne contient pas 1 mais 2 niveaux cachés. C'est la troisième zone.
- Mario Zone : L'action se situe dans un Mario robot géant ! Du fait que les niveaux se déroulent dans le robot, il y a des engrenages et autres mécanismes... y compris des scies et des disques coupants. Quant au boss, ce sont les trois petits cochons. Le premier roule, le second saute de plus en plus vite et le troisième de plus en plus haut. Il n'y a pas de niveau bonus dans ce monde.
- Turtle Zone : Quand Mario se fait avaler par une tortue, il se retrouve dans un monde entièrement sous-marin, rempli de poissons et autres bêtes des eaux. Le boss est une pieuvre. Dans ce monde-là, il y a un seul niveau bonus.
- Mario Castle: Le château de Mario que Wario lui a volé. Une fois Wario battu, Mario récupère son château.

## Système de jeu

### Déroulement
Pour aller dans son château, combattre Wario et rendre au Mario Land son état d'origine, Mario doit retrouver les six pièces d'or (d'où le sous-titre 6 Golden Coins) que Wario a caché un peu partout dans le pays. Ce dernier est constitué de plusieurs zones et les zones sont reliées à une carte générale. Le style de l'ensemble du jeu (carte, ennemi, décors, etc.) est plus qu'inspiré de Super Mario World sorti sur Super Nintendo.

### Généralités
Comme Super Mario Land par rapport à Super Mario Bros., Super Mario Land 2 est une aventure à la Super Mario World. Le style graphique, en particulier le design de Mario et de certains ennemis, est clairement inspiré de Super Mario World et Mario possède des mouvements inspirés de ce dernier. Mario saute toujours avec A, court en maintenant B et tire des boules de feu avec B, mais il fait désormais un saut tournoyant avec A + bas (façon Super Mario World), et redescend doucement en tapotant A (façon Super Mario Bros. 3) quand il a pris la carotte qui donne des oreilles de lapin à sa casquette. Une clochette que l'on n'est pas obligé d'actionner active la sauvegarde de mi-niveau (comme la petite barre dans Super Mario World). Malgré un look à la Super Mario World, les règles de jeux dans les niveaux se rapprochent de celles de Super Mario Bros 3 concernant les manipulations de carapaces et les transformations. Les musiques sont inspirées à la fois des deux jeux.

## Développement

### Équipe de développement
- Réalisateurs : Takehiko Hosokawa, Hiroji Kiyotake
- Programmeurs : Takahiro Harada, Masaru Yamanaka, Yuzuru Ogawa
- Assistant programmeur : Tsutomu Kaneshige
- Designers graphismes : Takehiko Hosokawa, Makoto Kanoh, Hiroji Kiyotake
- Compositeur  des musiques : Kazumi Totaka
- Producteur : Gunpei Yokoi[2]

## Critiques et ventes
Super Mario Land 2: 6 Golden Coins est vendu à 2,7 millions d'exemplaires au Japon.
Le jeu est assez bien reçu par les critiques. Il a un score de 79,56 %, qui prend en compte huit notes, sur GameRankings. Chris Scullion, de Official Nintendo Magazine, trouve que Super Mario Land 2 a marqué un grand saut dans la série et qu'il a montré de quoi la Game Boy était capable. Pour lui, il est essentiel de le télécharger sur 3DS pour les fans de Mario qui ne l'ont pas encore testé. Corbie Dillard, de nintendolife, note le jeu 9 sur 10 et trouve que c'est l'un des meilleurs jeux sur Game Boy. Il trouve que c'est une expérience beaucoup plus longue et enrichissante que Super Mario Land.

## Héritage
- Il est ressorti en console virtuelle sur le service de téléchargement Nintendo eShop de la Nintendo 3DS le 29 septembre 2011 en Europe et aux États-Unis[7].

- En 2017, un moddeur nommé Toruzz propose en émulation le jeu Super Mario Land 2: 6 Golden Coins DX, sa version colorisée et améliorée du jeu original, qui exploite les ressources de la Game Boy Color et permet même d'incarner Luigi.